# كينيث بلومفيلد
كينيث بلومفيلد (بالإنجليزية: Kenneth Bloomfield) هو سياسي بريطاني، ولد في 15 أبريل 1931.